# Honda Civic 10. Generation
| Sterne im Euro NCAP-Crashtest (2017, nach Modifizierung des Vorhangairbags) | 5 Sterne im Euro-NCAP-Crashtest |

Der Honda Civic der zehnten Generation wurde auf der New York International Auto Show im Frühjahr 2015 erstmals als zweitüriges Konzeptfahrzeug der Öffentlichkeit präsentiert. Das Fahrzeug basiert auf einer neuen globalen Plattform, die die Fahrwerksdynamik deutlich verbessern soll. Da der Tank im Gegensatz zum Vorgängermodell nicht mehr unter den Vordersitzen liegt, sind die bei Honda Magic Seats genannten Rücksitze nicht mehr hochklappbar.
Im April 2021 präsentierte Honda die elfte Civic-Generation. Das Modell wird seit Juni 2021 – zunächst auf dem US-amerikanischen Markt – verkauft.

## Geschichte

### Limousine
Als erste Serienversion zeigte Honda im September 2015 die Limousine. Die Produktion begann Ende Oktober 2015 in Greensburg und Alliston, ab dem 12. November 2015 stand das Fahrzeug in den USA und in Kanada bei den Händlern. In Thailand debütierte das Fahrzeug am 12. März 2016, China folgte einen Monat später.
Die Europaversion der Limousine debütierte auf dem Pariser Autosalon 2016, sie wurde ab dem 20. Mai 2017 zu Preisen ab 25.520 Euro verkauft. Während die Ausstattungsvarianten für Europa identisch zum Schrägheck sind, kommen antriebsseitig nur der 134 kW (182 PS) starke 1,5-Liter-Ottomotor und der 1,6-Liter-Dieselmotor mit 88 kW (120 PS) zum Einsatz. Produziert wurde die Version für Europa in Gebze in der Türkei.

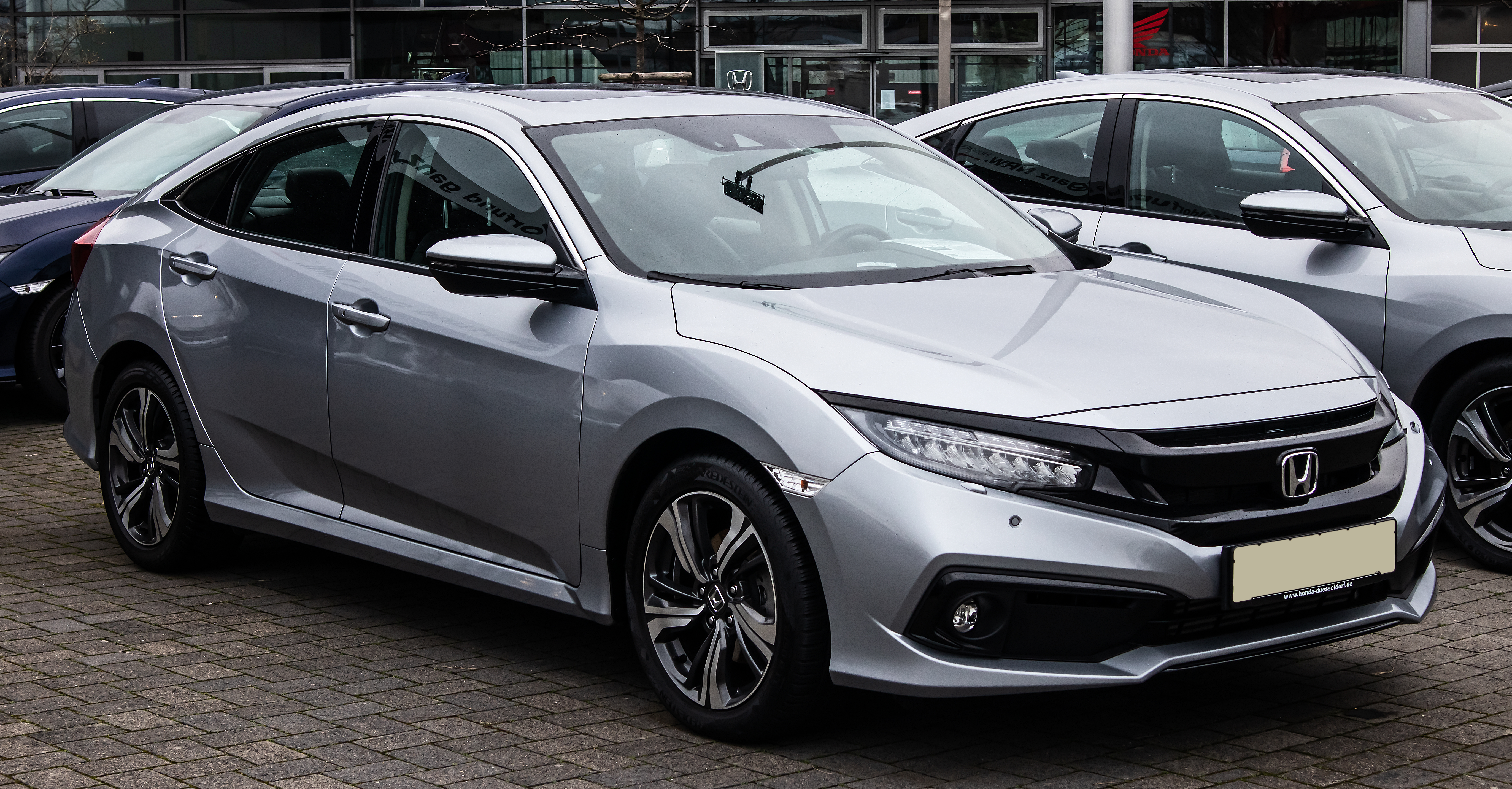
Honda Civic Limousine
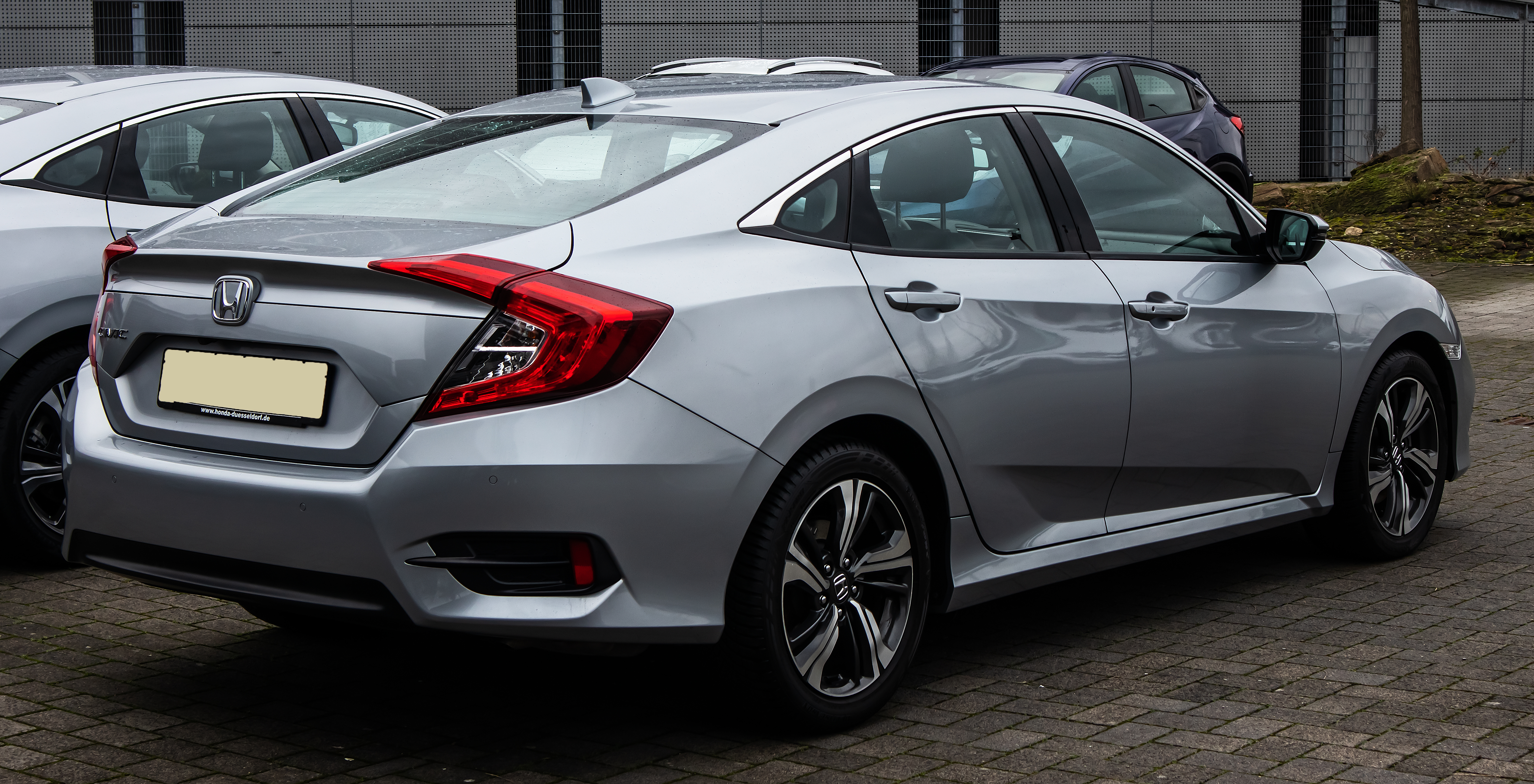
Heckansicht

### Coupé
Auf der LA Auto Show im November 2015 präsentierte Honda die Serienversion der Coupé-Variante, die sich stark an der im Frühjahr 2015 gezeigten Konzeptstudie orientiert. Am 15. März 2016 begann der Verkauf ausschließlich in Nordamerika. Wegen zu geringer Verkaufszahlen nahm Honda das Coupé im Sommer 2020 vom Markt.

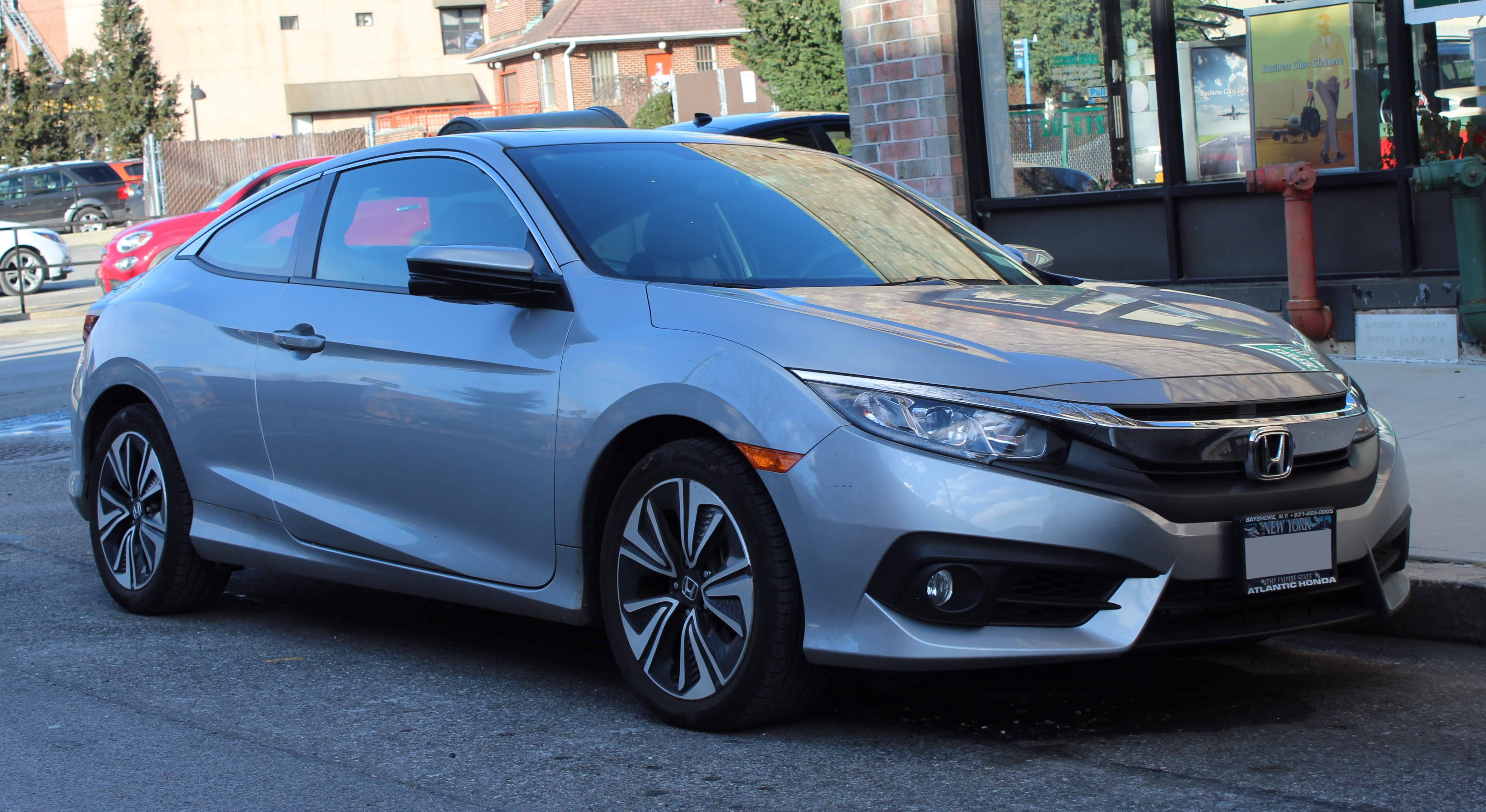
Honda Civic Coupé
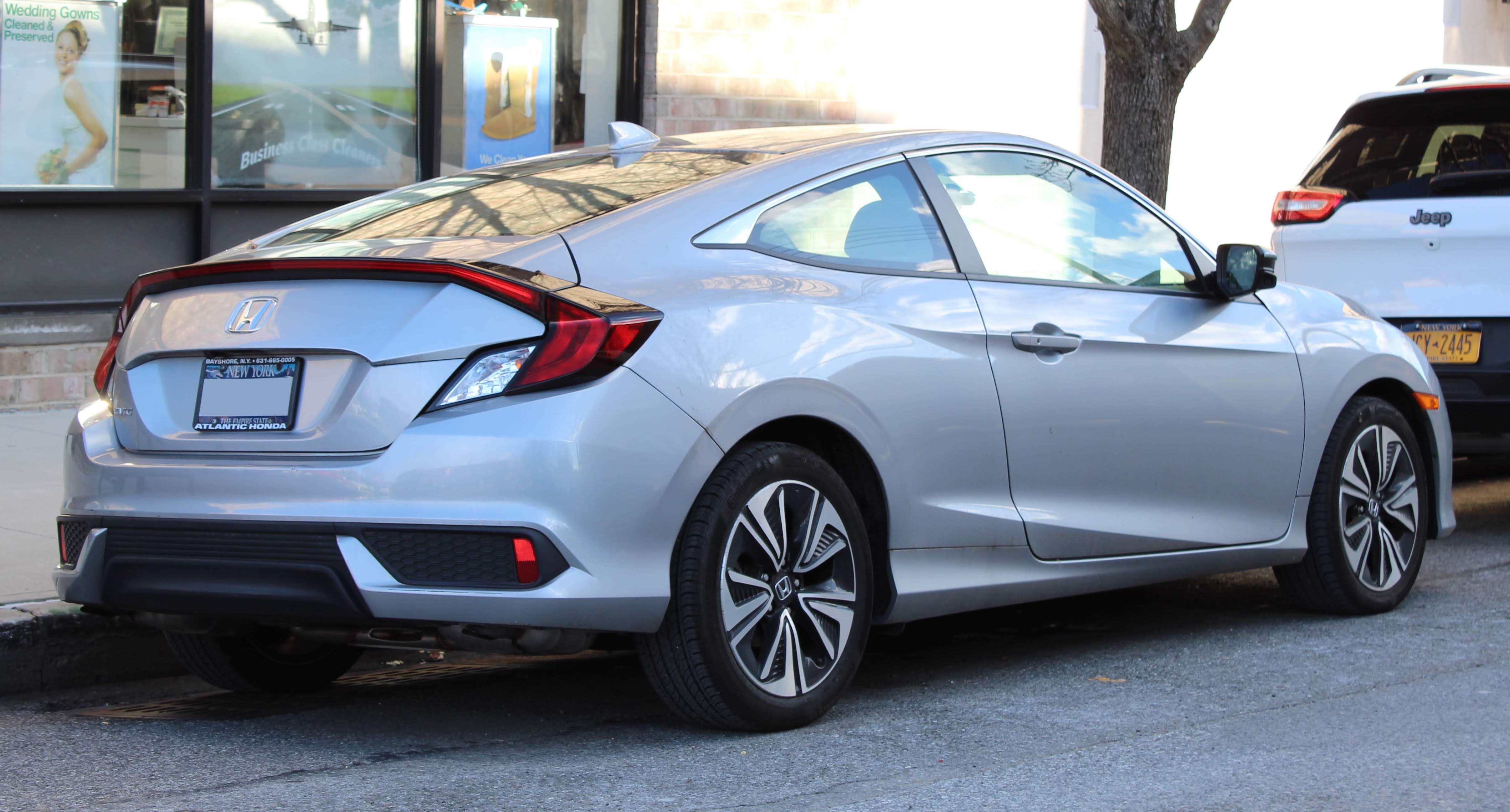
Heckansicht

### Schrägheck
Auf dem Genfer Auto-Salon im Frühjahr 2016 stellte Honda erstmals einen Prototyp der fünftürigen Schrägheck-Variante vor. Sie wurde wie das Vorgängermodell im englischen Swindon gebaut und von dort aus auf weitere Märkte exportiert. Auch in den USA wurde das Schrägheck-Modell erstmals seit 2006 wieder verkauft. Für die Fertigung des neuen Modells investierte Honda rund 270 Millionen Euro. Die Serienversion präsentierte Honda auf dem Pariser Autosalon 2016, in den europäischen Handel kam der Fünftürer am 18. März 2017 zu Preisen ab 19.990 Euro. Den Antrieb übernahmen zunächst zwei neu entwickelte aufgeladene VTEC-Ottomotoren mit 1,0 und 1,5 Liter Hubraum. Der aus dem Vorgängermodell bekannte 1,6-Liter-Dieselmotor war ab zwischen März 2018 und August 2019 verfügbar.
Auch eine sportliche Type-R-Variante mit einem Zweiliter-Turbomotor wurde wieder angeboten. Einen ersten Ausblick darauf zeigte Honda mit einem Prototyp ebenfalls auf dem Pariser Autosalon 2016, die frontgetriebene Serienversion wurde auf dem Genfer Auto-Salon im März 2017 offiziell vorgestellt. Sie übernimmt den Antrieb aus dem Vorgängermodell, leistet mit 235 kW (320 PS) jedoch 10 PS mehr. In Europa kam der Type-R im September 2017 zu Preisen ab 36.050 Euro auf den Markt. Der Type-R wurde ab Juni 2017 auch in die USA exportiert und ist damit das erste Type-R-Modell, das jemals offiziell in Nordamerika zum Verkauf angeboten wurde. Am 4. April 2017 umrundete der Type-R die Nordschleife des Nürburgrings in 7:43:80 Minuten. Damit löste das Fahrzeug den VW Golf GTI Clubsport S als schnellsten Fronttriebler auf der Rennstrecke ab. Im April 2019 umrundete der Renault Mégane RS Trophy-R die Rennstrecke in 7:40:10 Minuten und gilt damit als neuer Rekordhalter.
Zum Modelljahr 2020 wurde der Civic optisch überarbeitet.

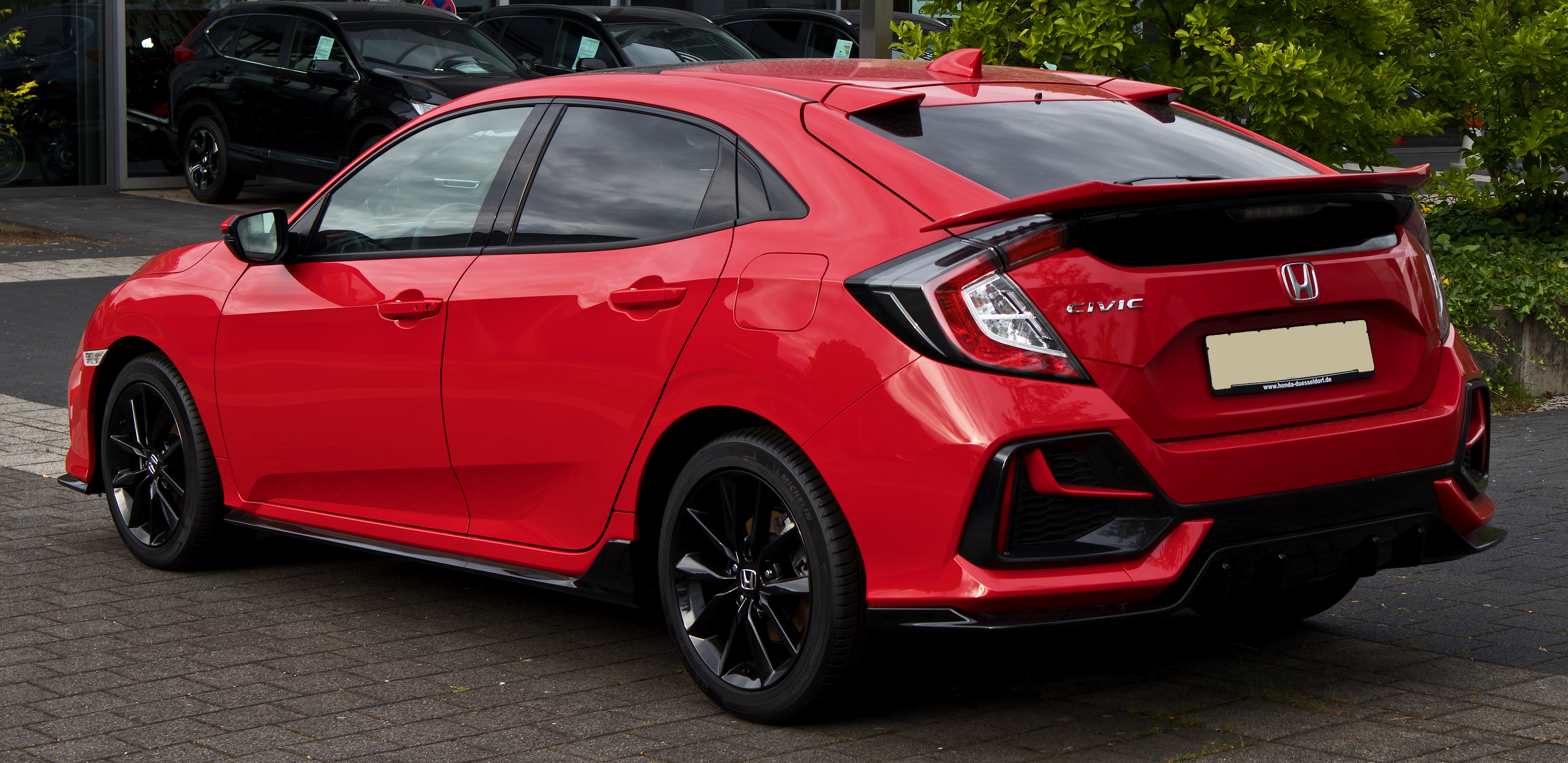
Heckansicht
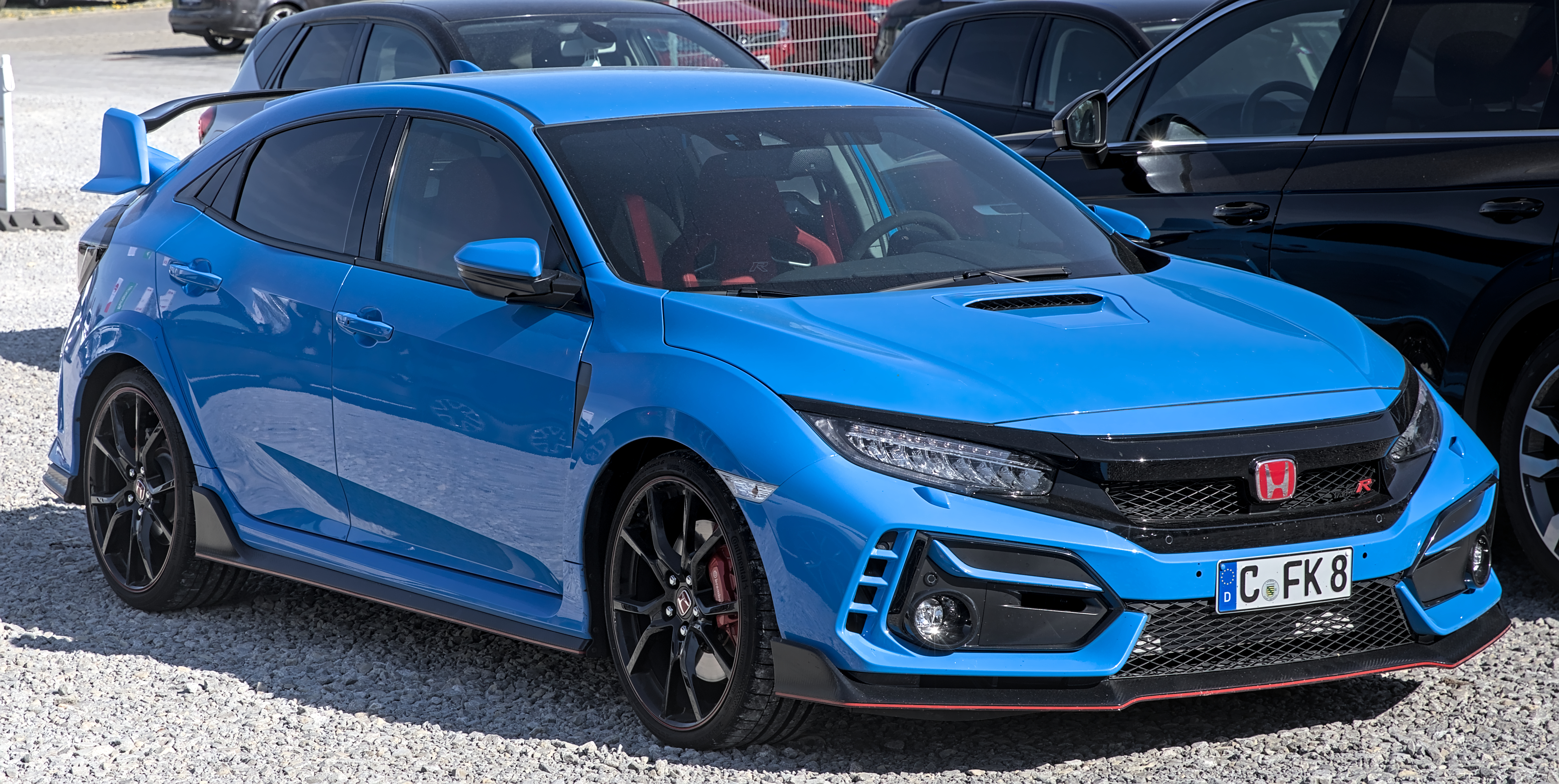
Honda Civic Type R
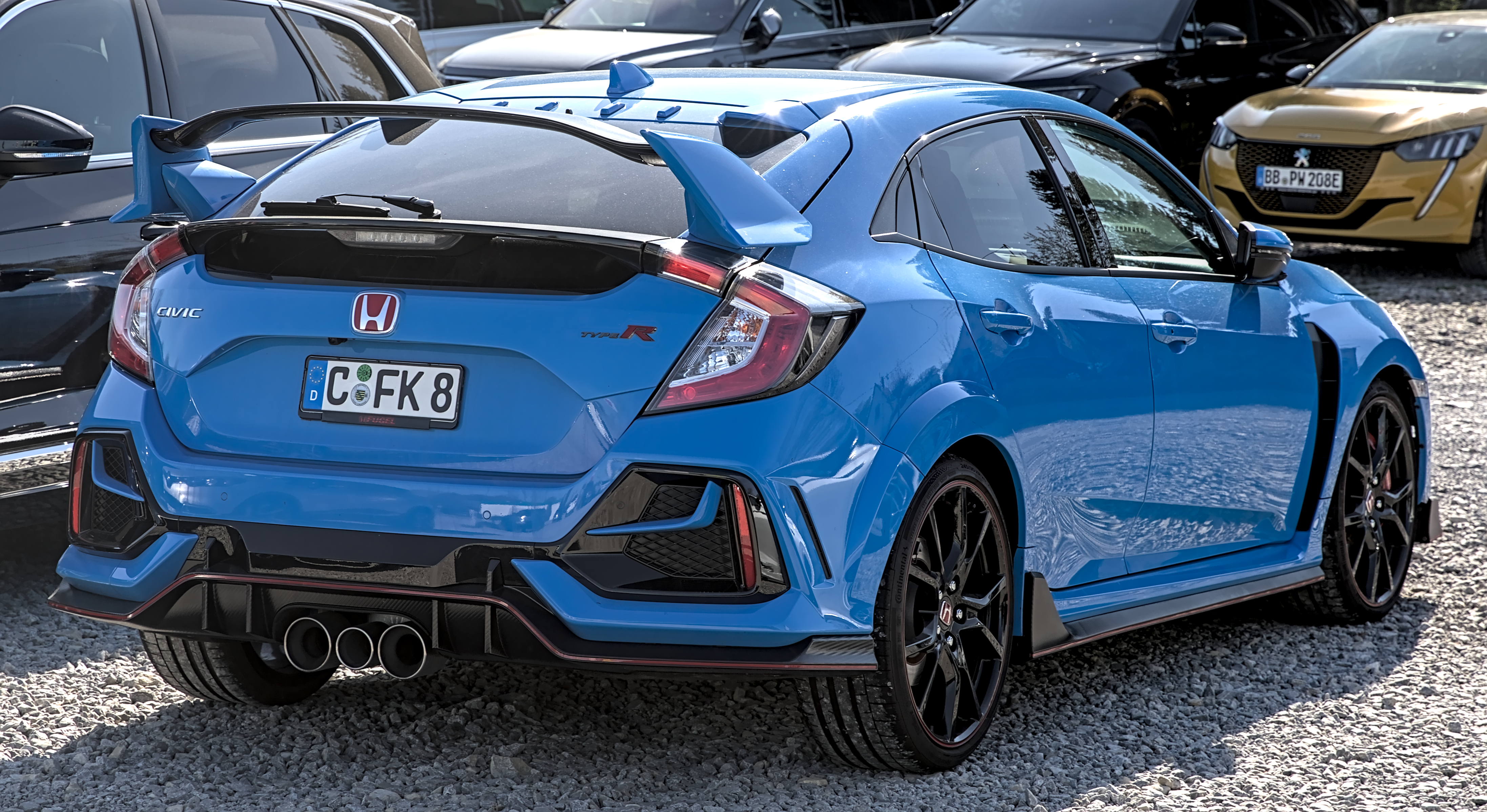
Heckansicht
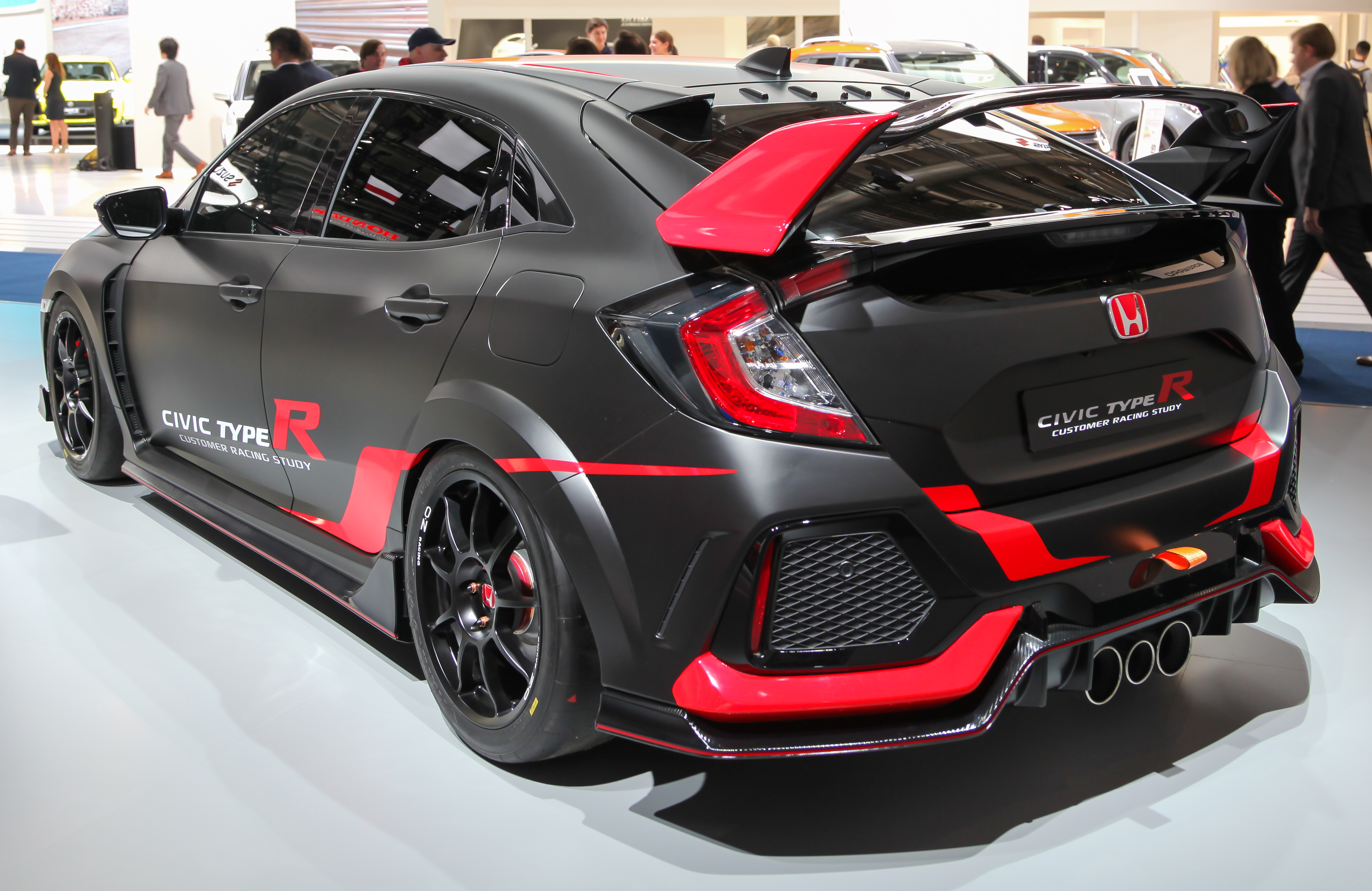
Honda Civic Type R Customer Racing Study
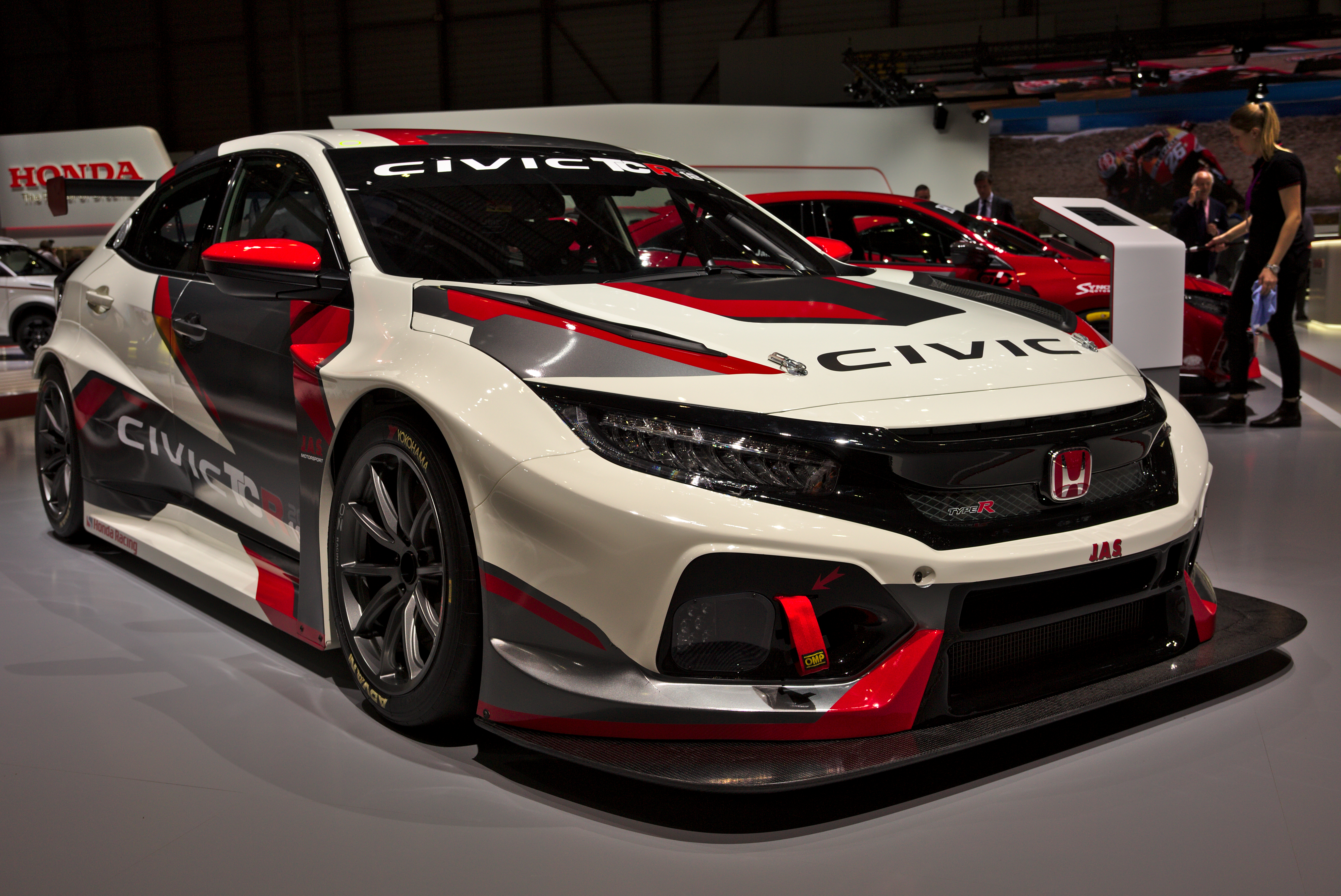
Honda Civic Type R TCR

## Technische Daten
| Kenngrößen                                  | LX (USA)                                     | EX-T (USA)                   | 180 Turbo (China)                            | 220 Turbo (China)                                           | 1.6 (Türkei)                                 | 1.0 VTEC                                       | 1.0 VTEC                                       | 1.5 VTEC                                                    | Type-R                                                      | 1.6 i-DTEC                                       |
| Karosserieform                              | Limousine, Coupé                             | Limousine, Coupé, Schrägheck | Limousine                                    | Limousine                                                   | Limousine                                    | Schrägheck                                     | Schrägheck                                     | Limousine, Schrägheck                                       | Schrägheck                                                  | Limousine, Schrägheck                            |
| Bauzeitraum                                 | 10/2015–09/2021                              | 10/2015–09/2021              | 04/2016–09/2021                              | 04/2016–09/2021                                             | 10/2016–09/2021                              | 09/2018–07/2022                                | 03/2017–08/2018                                | 03/2017–07/2022                                             | 09/2017–07/2022                                             | 03/2018–08/2019                                  |
| Motorkenndaten                              |                                              |                              |                                              |                                                             |                                              |                                                |                                                |                                                             |                                                             |                                                  |
| Motortyp                                    | R4-Ottomotor                                 | R4-Ottomotor                 | R3-Ottomotor                                 | R4-Ottomotor                                                | R4-Ottomotor                                 | R3-Ottomotor                                   | R3-Ottomotor                                   | R4-Ottomotor                                                | R4-Ottomotor                                                | R4-Dieselmotor                                   |
| Gemischaufbereitung                         | Saugrohreinspritzung                         | Direkteinspritzung           | Direkteinspritzung                           | Direkteinspritzung                                          | Direkteinspritzung                           | Direkteinspritzung                             | Direkteinspritzung                             | Direkteinspritzung                                          | Direkteinspritzung                                          | Common-Rail-Direkteinspritzung                   |
| Motoraufladung                              | —                                            | Turbolader                   | Turbolader                                   | Turbolader                                                  | —                                            | Turbolader                                     | Turbolader                                     | Turbolader                                                  | Turbolader                                                  | Turbolader                                       |
| Hubraum                                     | 1996 cm³                                     | 1496 cm³                     | 988 cm³                                      | 1498 cm³                                                    | 1597 cm³                                     | 988 cm³                                        | 988 cm³                                        | 1498 cm³                                                    | 1996 cm³                                                    | 1597 cm³                                         |
| max. Leistung                               | 116 kW (158 PS) bei 6500/min                 | 128 kW (174 PS) bei 6000/min | 92 kW (125 PS) bei 5500/min                  | 130 kW (177 PS) bei 5500/min [130 kW (177 PS) bei 6000/min] | 92 kW (125 PS) bei 6500/min                  | 93 kW (126 PS) bei 5500/min                    | 95 kW (129 PS) bei 5500/min                    | 134 kW (182 PS) bei 5500/min [134 kW (182 PS) bei 6000/min] | 235 kW (320 PS) bei 6500/min                                | 88 kW (120 PS) bei 4000/min                      |
| max. Drehmoment                             | 187 Nm bei 4200/min                          | 220 Nm bei 1700–5500/min     | 173 Nm bei 2000–4500/min                     | 226 Nm bei 1800–5500/min [220 Nm bei 1700–5500/min]         | 152 Nm bei 4300/min                          | 200 Nm bei 2250/min [180 Nm bei 1700–4500/min] | 200 Nm bei 2250/min [180 Nm bei 1700–4500/min] | 240 Nm bei 1900–5000/min [220 Nm bei 1700–5500/min]         | 400 Nm bei 2500–4500/min                                    | 300 Nm bei 2000/min                              |
| Kraftübertragung                            |                                              |                              |                                              |                                                             |                                              |                                                |                                                |                                                             |                                                             |                                                  |
| Antrieb, serienmäßig                        | Vorderradantrieb                             | Vorderradantrieb             | Vorderradantrieb                             | Vorderradantrieb                                            | Vorderradantrieb                             | Vorderradantrieb                               | Vorderradantrieb                               | Vorderradantrieb                                            | Vorderradantrieb                                            | Vorderradantrieb                                 |
| Getriebe, serienmäßig [optional]            | 6-Gang-Schaltgetriebe [Stufenloses Getriebe] | Stufenloses Getriebe         | 6-Gang-Schaltgetriebe [Stufenloses Getriebe] | 6-Gang-Schaltgetriebe [Stufenloses Getriebe]                | 6-Gang-Schaltgetriebe [Stufenloses Getriebe] | 6-Gang-Schaltgetriebe [Stufenloses Getriebe]   | 6-Gang-Schaltgetriebe [Stufenloses Getriebe]   | 6-Gang-Schaltgetriebe [Stufenloses Getriebe]                | 6-Gang-Schaltgetriebe                                       | 6-Gang-Schaltgetriebe [9-Gang-Automatikgetriebe] |
| Messwerte                                   |                                              |                              |                                              |                                                             |                                              |                                                |                                                |                                                             |                                                             |                                                  |
| Höchstgeschwindigkeit                       |                                              |                              | 204 km/h [200 km/h]                          | 208 km/h [200 km/h]                                         | 205 km/h [196 km/h]                          | 203 km/h [200 km/h]                            | 203 km/h [200 km/h]                            | 210–220 km/h [200 km/h]                                     | 270–272 km/h                                                | 201 km/h                                         |
| Beschleunigung, 0–100 km/h                  |                                              |                              | 11,6 s [11,3 s]                              | 8,8 s [8,6–8,7 s]                                           | 10,6 s [11,6 s]                              | 10,4–11,2 s [10,2–11,0 s]                      | 10,4–11,2 s [10,2–11,0 s]                      | 8,2–8,6 s [8,1–8,5 s]                                       | 5,7–5,8 s                                                   | 9,8–10,2 s                                       |
| Kraftstoffverbrauch auf 100 km (kombiniert) | 7,5–7,7 l Super [6,9 l Super]                | 6,7 l Super                  | 5,5 l Super [5,0 l Super]                    | 6,0 l Super [5,4–5,7 l Super]                               | 7,0 l Super [6,7 l Super]                    | 4,8 l Super [4,7 l Super]                      | 4,8–5,1 l Super [4,7–5,0 l Super]              | 5,7–5,8 l Super [5,8–6,1 l Super]                           | 7,7–7,8 l Super                                             | 3,4–3,5 l Diesel                                 |
| CO2-Emission (kombiniert)                   |                                              |                              |                                              |                                                             | 160 g/km [153 g/km]                          | 110 g/km [107 g/km]                            | 110–117 g/km [106–114 g/km]                    | 130–133 g/km [131–139 g/km]                                 | 176–178 g/km                                                | 91–93 g/km                                       |
| Abgasnorm nach EU-Klassifikation            |                                              |                              |                                              |                                                             |                                              | Euro 6d-TEMP (seit 12/2019: Euro 6d)           | Euro 6                                         | Euro 6 (seit 08/2018: Euro 6d-TEMP) (seit 12/2019: Euro 6d) | Euro 6 (seit 08/2018: Euro 6d-TEMP) (seit 08/2019: Euro 6d) | Euro 6d-TEMP                                     |

- Werte in eckigen Klammern für Modelle mit stufenlosem Getriebe